# (383) Janina

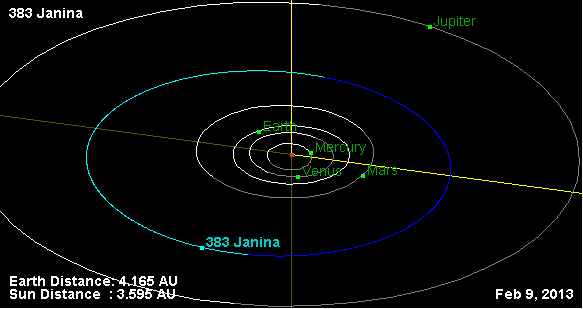

(383) Janina est un astéroïde de la ceinture principale découvert par Auguste Charlois le 29 janvier 1894.